# Opary
Opary (ukr. Опори) – wieś na Ukrainie, w obwodzie lwowskim, w rejonie drohobyckim, nad rzeką Lutyczyna (Лютичина).
Wieś do 1945 w Polsce, w województwie lwowskim, w powiecie drohobyckim, w gminie Medenice, 18 km na północny wschód od Drohobycza.
W 1843 w Oparach urodził się Władysław Łoziński – polski powieściopisarz i historyk, sekretarz Ossolineum.